# Agrotis herzogi
Agrotis herzogi är en fjärilsart som beskrevs av Hans Rebel 1911. Agrotis herzogi ingår i släktet Agrotis och familjen nattflyn. Inga underarter finns listade i Catalogue of Life.